# Kaoru
Kaoru  è un nome proprio di persona giapponese maschile e femminile

## Origine e diffusione
Il significato del nome varia a seconda dei caratteri usati. Nelle versioni 薫, 郁 e 芳, diffuse sia nella versione maschile sia in quella femminile, significa "fragranza". Le diciture 馨 e 香, pur avendo lo stesso significato, sono considerate una variante femminile.
In hiragana può essere scritto come かおる o come かをる. In katakana viene scritto カオル: più raro è invece l'uso del corrispettivo カヲル, che usa l'antiquato ヲ. Un nome foneticamente simile e dal significato affine è Kaori, che però è esclusivamente femminile.

## Onomastico
Non ci sono santi con questo nome, che è quindi adespota: l'onomastico può essere festeggiato il 1º novembre ad Ognissanti.

## Persone

### Femminile
- Kaoru Tada, fumettista giapponese

### Maschile

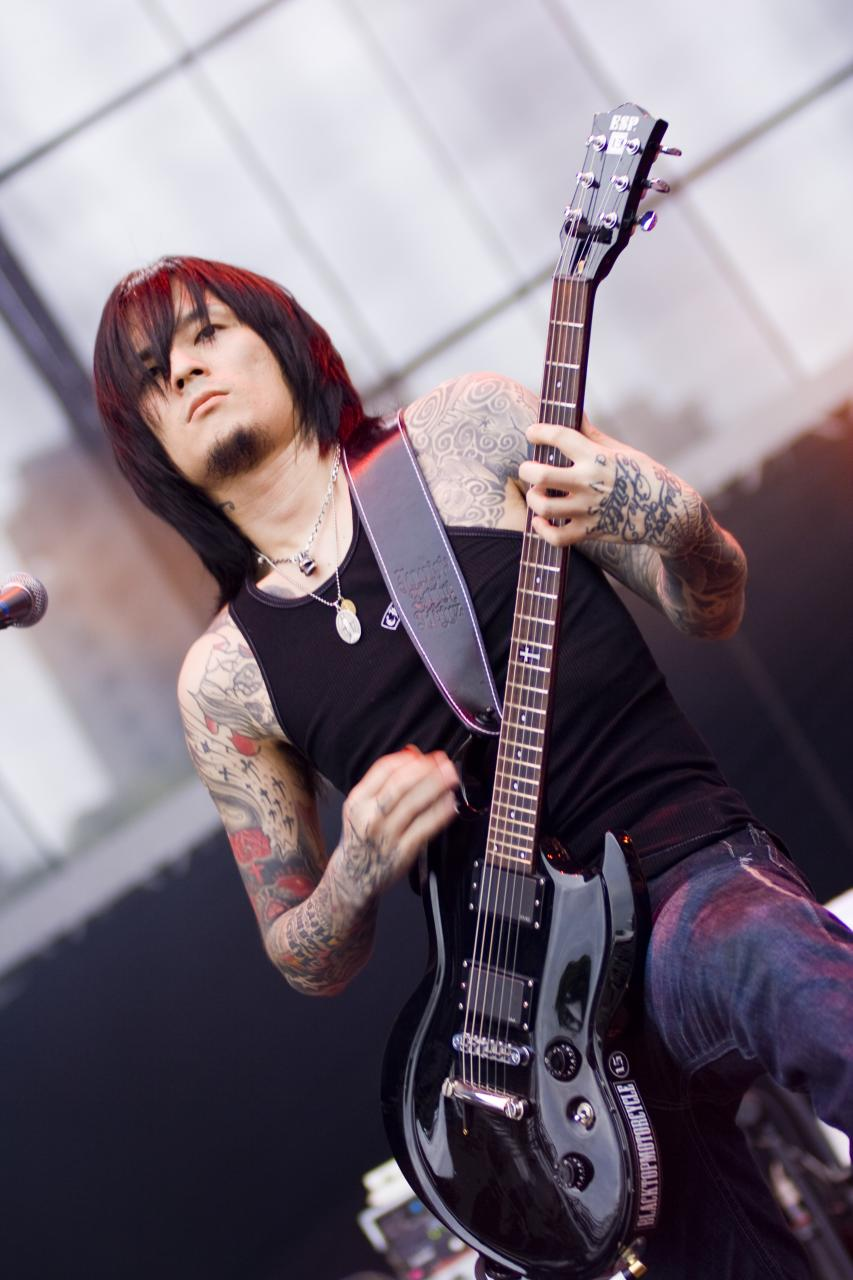
Kaoru Niikura

- Kaoru Niikura, chitarrista giapponese
- Kaoru Ikeya, astronomo giapponese
- Kaoru Inoue, politico giapponese
- Kaoru Ishikawa, ingegnere giapponese
- Kaoru Mori, fumettista giapponese
- Kaoru Wada, compositore giapponese
- Kaoru Wakabayashi, cestista giapponese
- Kaoru Shintani, fumettista giapponese

## Il nome nelle arti
- Nana & Kaoru è un fumetto giapponese.
- Kaoru Kamiya è un personaggio fittizio del fumetto Kenshin Samurai vagabondo.
- Kaoru Kiryū è un personaggio fittizio dell'anime Pretty Cure Splash Star.
- Kaworu Nagisa è un personaggio fittizio dell'anime Neon Genesis Evangelion.
- Kaoru è un personaggio del racconto Genji monogatari.
- Kaoru Hanayama è un personaggio fittizio del manga Baki the Grappler.